# Compass Group France
 (juin 2012).
Compass Group France est une entreprise française de restauration collective, filiale du britannique Compass Group, leader mondial de la restauration sous contrat.
Compass Group France exerce son activité dans les secteurs publics et privés au travers des marques Eurest (entreprises et administrations), Medirest (santé), Mediance (cafétérias en milieu hospitalier), Scolarest (enseignement et collectivités territoriales), Levy Restaurants (restauration événementielle dans les domaines du spectacle, sport et loisirs), Exalt (restauration créative en entreprise).

## Historique
L'implantation de Compass Group en France débute en 1996 par le rachat de la société Eurest, puis la fusion avec le groupe marseillais SHRM et la reprise du groupe Azuelos en 1998. Compass Group France est créé en 1999 et opère au travers des marques Eurest, Medirest, Scolarest, puis Mediance, Exalt, et Levy Restaurants[source secondaire nécessaire]. Elle revend ses filiales historiques Select Service Partners (en) et Selecta pour se spécialiser dans le marché de la restauration sous contrat[réf. souhaitée].
Elle poursuit son développement avec le rachat des sociétés Régiself (2002), Caterine Restauration (2010), et Set Meal (2012)[réf. souhaitée]. 
Le 14 février 2019, le groupe Casino annonce céder sa filiale R2C spécialisée en restauration collective à Compass Group. Le montant de la transaction n'est pas précisée et la cession devrait s'effectuer à la fin du premier semestre 2019. R2C (« Restauration Collective Casino »), prend le nom de « déliSaveurs » au 1er juillet 2019 rejoignant les autres enseignes du groupe.